# 四氟化镅
四氟化镅是一种镅的氟化物，化学式 AmF4，其中镅的氧化态为 +4。

## 制备
四氟化镅可以由氟气和三氟化镅反应而成。
{\displaystyle {\ce {2 AmF3 + F2 -> 2 AmF4}}}

## 性质
四氟化镅是一种离子化合物，由 Am4+和 F−离子组成。它是单斜晶系的，空间群 C2/c (No. 15)，晶格参数 a = 1249 pm、b = 1047 pm、c = 820 pm 和β = 126.1°。它的晶体结构和四氟化铀同构。

## 扩展阅读
- Wolfgang H. Runde, Wallace W. Schulz: Americium （页面存档备份，存于）, in: Lester R. Morss, Norman M. Edelstein, Jean Fuger (Hrsg.): The Chemistry of the Actinide and Transactinide Elements, Springer, Dordrecht 2006; ISBN 1-4020-3555-1, S. 1265–1395 (doi:10.1007/1-4020-3598-5_8).